# Wz.93 (каска)
Каска Wz.93 (пол. Hełm wz.93) — общевойсковая кевларовая каска вооружённых сил Польши образца 1993 года. Первый защитный шлем из композитных материалов польского производства.

## История
Каска wz.93 была разработана в начале 1990х годов для замены стальных касок, официально принята на вооружение в 1993 году и начала поступать в войска в 1994 году, когда их серийное производство освоил завод BELLA, но полностью стальные каски ими заменены не были, поскольку в 2001 году в войска начали поступать новые кевларовые шлемы wz.2000, а с 2006 года - новые кевларовые шлемы wz.2005.

## Описание
Каска массой 1380 грамм изготавливалась из кевлара методом прессования, окрашена в оливковый цвет и комплектовалась амортизирующим подшлемником и подбородочным ремнём. Кроме того, к каске был разработан тканевый чехол из камуфлированной ткани с рисунком "пантера" (Kamuflaż wz. 93 "Pantera").
Каска прошла испытания в ФРГ на соответствие стандарту STANAG 2920 для средств индивидуальной защиты НАТО.
В связи со старением применяемых при изготовлении каски материалов, гарантийный срок эксплуатации каски без снижения защитных свойств составляет 10 лет.

## Страны-эксплуатанты
- Польша
- Украина - после начала боевых действий на востоке Украины весной 2014 года некоторое количество польских касок wz.93 поступило в украинские вооружённые формирования[3][4][5] (в частности, в начале июня 2014 года первые 6 тыс. касок поступили в подразделения национальной гвардии Украины)[6][7]